# Leopold Anton von Firmian

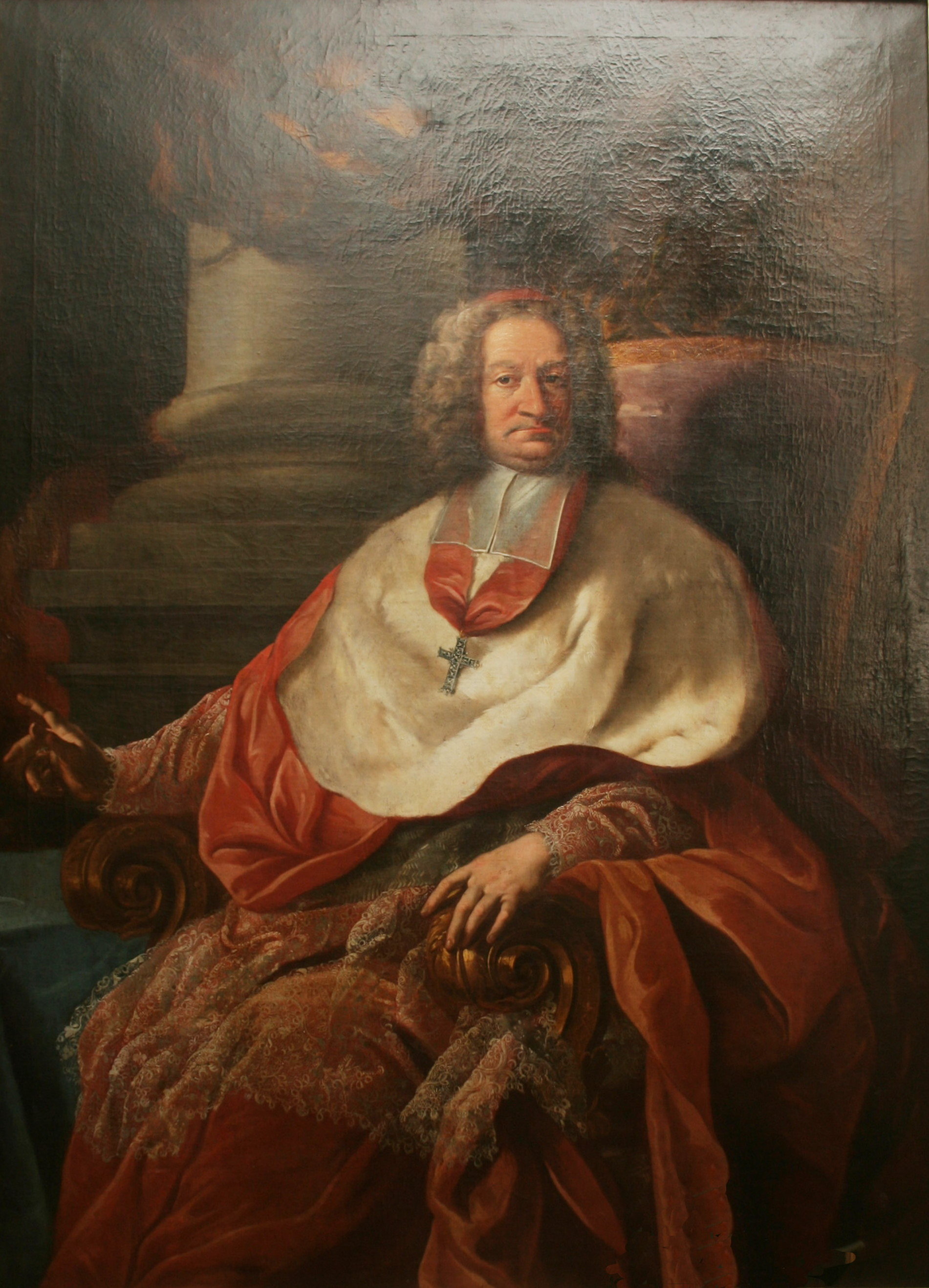
Fürsterzbischof und legatus natus Leopold Anton von Firmian (Gemälde in Schloss Leopoldskron)

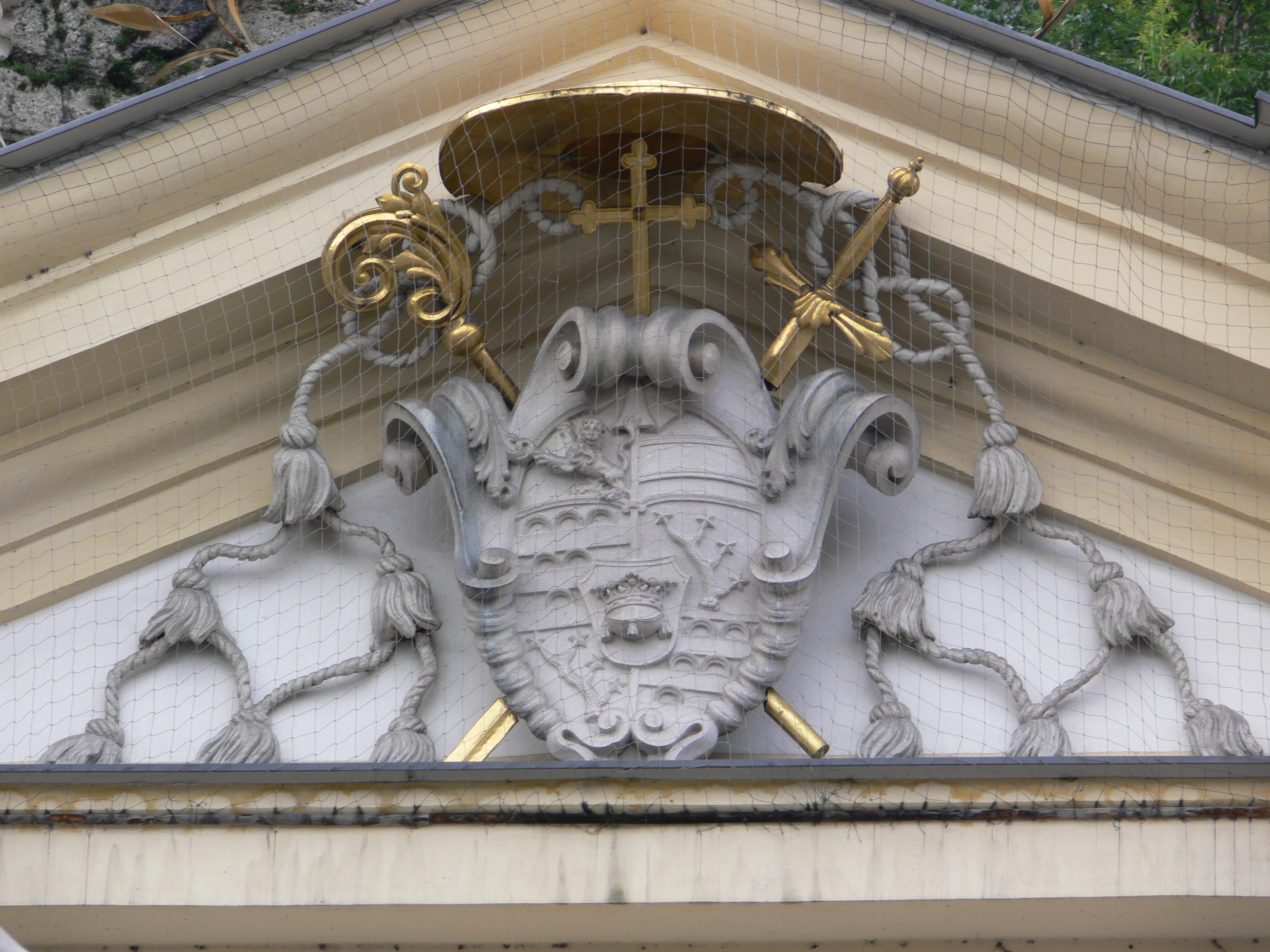
Wappen des Erzbischofs an der Salzburger Marstallschwemme

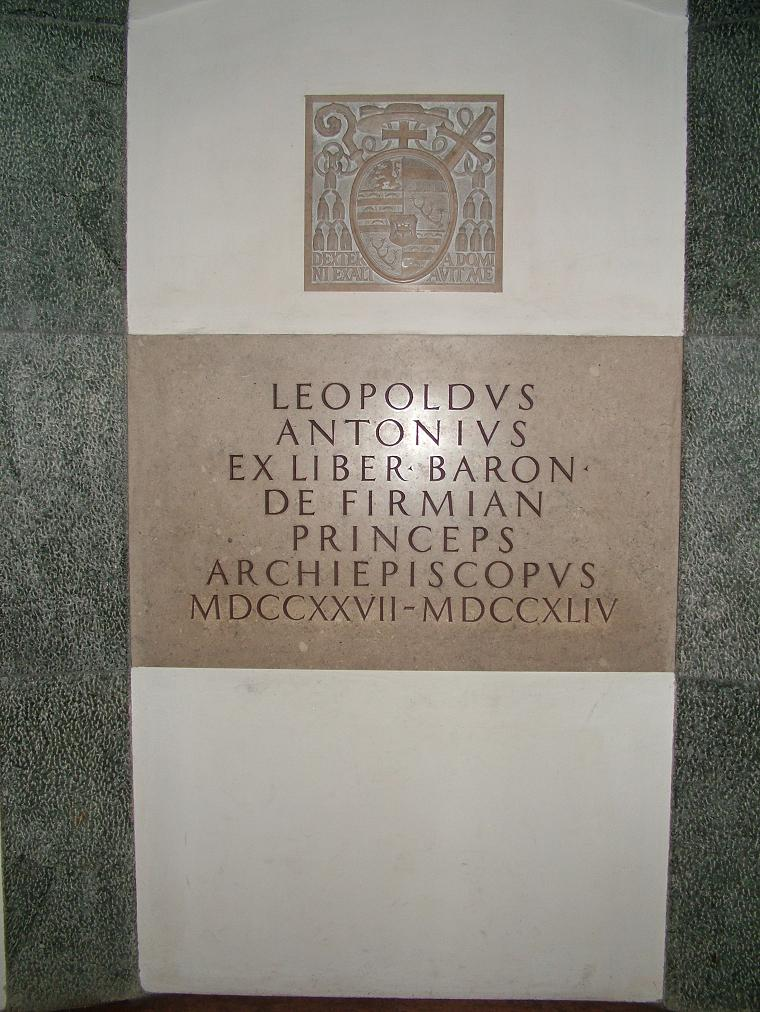
Grabstätte von Erzbischof Firmian

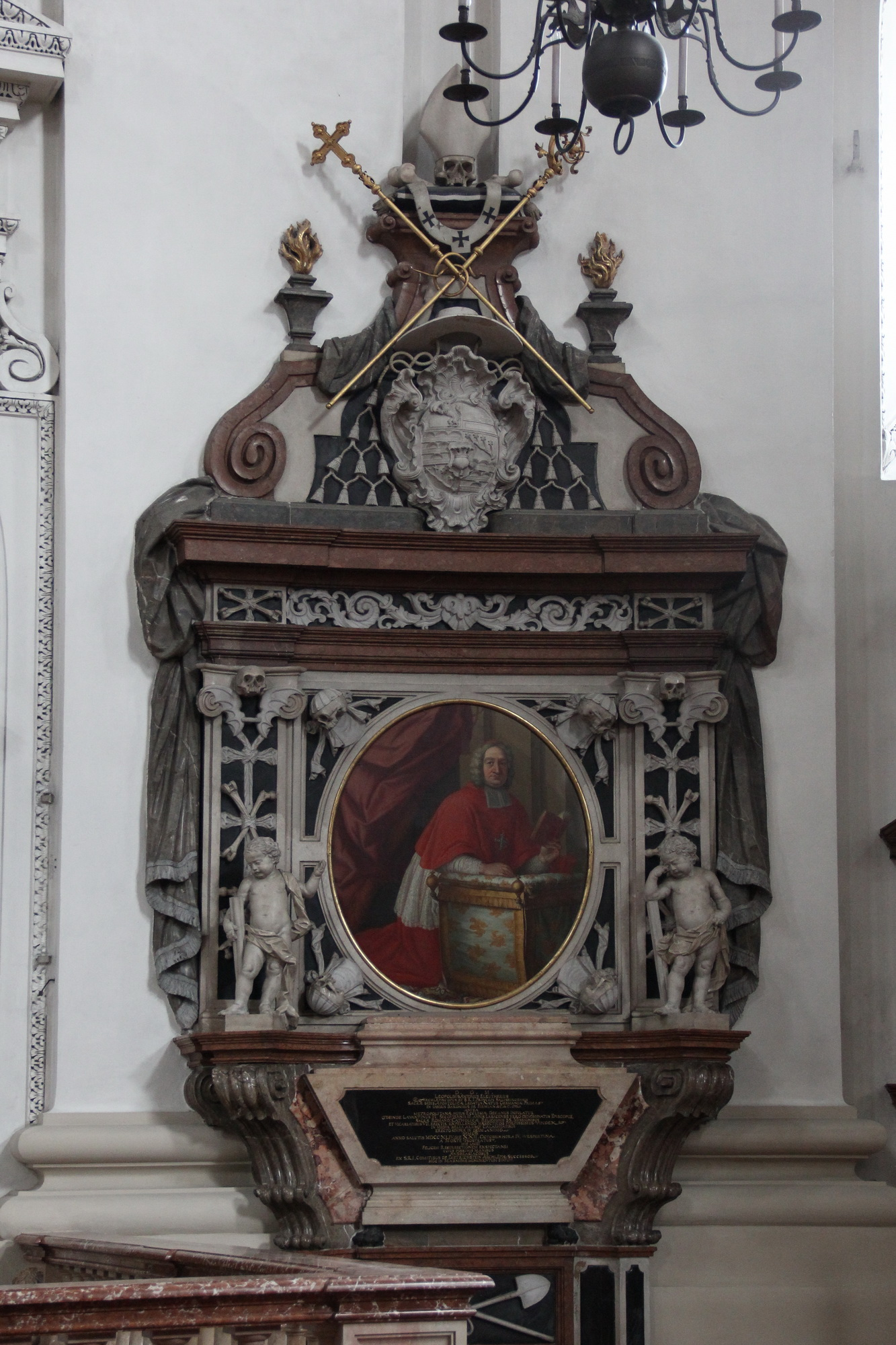
Grabdenkmal für Leopold Anton von Firmian im Salzburger Dom

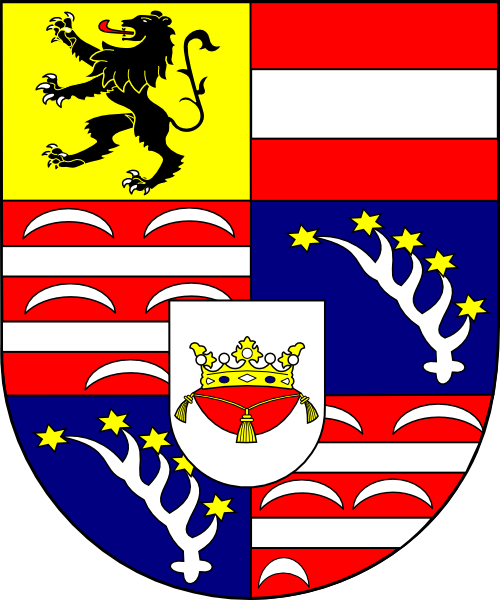
Wappen von Erzbischof Leopold Anton von Firmian

Leopold Anton Eleutherius Reichsfreiherr von Firmian (* 27. Mai 1679 in München; † 22. Oktober 1744 in Salzburg) wurde 1727 zum Fürsten und Erzbischof von Salzburg (princeps et archiepiscopus salisburgensis) gewählt, nachdem er zuvor bereits Bischof in Lavant, Seckau und Laibach gewesen war.

## Familie
Leopold Anton von Firmian stammte aus dem Tiroler Adelsgeschlecht der Firmian mit Sitz in Formigar, dem heutigen Sigmundskron. Er war der Sohn des kaiserlichen Gesandten Franz Wilhelm Freiherr von Firmian und der Maria Viktoria Gräfin von Thun. Sein Onkel war Johann Ernst Graf von Thun und Hohenstein, Bischof von Seckau von 1679 bis 1687 und Fürsterzbischof von Salzburg von 1687 bis 1709.

## Leben
Er besuchte das Tiroler Jesuitengymnasium, wurde 1694 Domschüler („Domicellar“) in Trient und Salzburg, später Schüler am Kolleg St. Apollinar in Rom, wo er 1707 die Priesterweihe empfing, und ab 1709 wieder in Salzburg. 1713 wurde er Propst in Salzburg, 1714 Salzburger Domdechant.
1718 wurde er von Papst Clemens XI. zum Bischof von Lavant ernannt. Die Bischofsweihe spendete ihm am 22. Mai 1718 der Salzburger Erzbischof Franz Anton Fürst von Harrach zu Rorau. Benedikt XIII. bestellte ihn 1724 zusätzlich zum Bischof des Bistums Seckau (Graz-Seckau). 1727 wurde er zum kaiserlichen Geheimrat und zusätzlich zum Bischof von Laibach ernannt, kurze Zeit später zum Erzbischof des Erzbistums Salzburg gewählt. Nach je zwei Abstimmungen am 30. September und 2. Oktober 1727 und einem Stundengebet am 3. Oktober 1727 erhielt Firmian  am 4. Oktober 1727 die erforderliche Stimmenanzahl. 1738 wurde er von Papst Clemens XII. mit dem Titel Excelsus („Hoheit“) geehrt, die erhoffte Würde eines Kardinals wurde ihm aber nicht zuteil.
Erzbischof Firmian wurde am 4. November 1744 in der Krypta des Salzburger Doms beigesetzt.

## Wirken
Er sah es als sein Ziel an, der katholischen Kirche die „alte Macht und Herrlichkeit“ wiederzugeben. Entsprechend versuchte er die im Fürsterzbistum (vor allem im Pongau) lebende protestantische Minderheit zum katholischen Glauben zu bekehren – er ließ Jesuiten auf den Dorfplätzen predigen, wobei alle Dorfbewohner bei Androhung hoher Strafen erscheinen mussten. Als dies keinen Erfolg zeigte, ließ er auf Anraten seines Hofkanzlers Hieronymus Cristani von Rall 1731/32 alle Protestanten binnen dreier Monate des Landes verweisen. (Dienstboten wurden großteils ohne unmittelbare Vorwarnung vor Ort verhaftet und unverzüglich außer Landes gebracht.) Zur Durchsetzung seiner Anordnung holte Firmian über 6000 österreichische Soldaten nach Salzburg. 
Über 20.000 Menschen mussten dabei für ihren Glauben ihre Heimat aufgeben (Salzburger Exulanten). Die meisten fanden in Preußen eine neue Heimat. Mehr als ein Fünftel der Ausgewiesenen überlebte allerdings die Mühen der Emigration nicht. Nach der Vertreibung der Protestanten teilte Firmian das Salzburger Hoheitsgebiet in vier Missionsgebiete: Augustiner, Kapuziner, Benediktiner und Franziskaner.
Firmian ließ Schloss Klessheim fertigstellen, er ließ die Kapitelschwemme und die Marstallschwemme neu ausgestalten und veranlasste für seinen Neffen Franz Laktanz von Firmian den Bau des Schlosses Leopoldskron, den Ausbau des großen Meierhofes und die Anlage des Schlossgartens samt dem großen zugehörigen Weiher und den diesen Weiher umgebenden Rosskastanienalleen.